# Энциклопедия истории Беларуси
«Энциклопедия истории Беларуси» (ЭИБ; бел. Энцыклапедыя гісторыі Беларусі) — шеститомная (шестой том вышел в двух книгах) энциклопедия на белорусском языке, посвящённая истории и культуре Беларуси. Издание Института истории Академии наук Беларуси.

## Содержание
В справочнике приводятся сведения про политические, гражданские, военные события в истории Беларуси, а также про административно-территориальное деление, состояние экономики, культуры, науки и техники на разных этапах истории. Важное место в издании занимают геральдика, генеалогия, нумизматика, историческая картография и ряд других тем.